# یاژنبووو
یاژنبووو (به لاتین: Jarzębowo) یک روستا در لهستان است که در گمینا وولین واقع شده‌است. یاژنبووو ۷۰ نفر جمعیت دارد.